# Modaete yo, Adam-kun
Modaete yo, Adam-kun (悶えてよ、アダムくん) ist ein von Toyo gestarteter Erotik-Yonkoma-Manga. Dieser erscheint beim japanischen Verlag Suiseisha. Im Jahr 2023 wurde die Produktion einer Kurz-Web-Animeserie angekündigt, die Anfang des Jahres 2024 in Japan gezeigt wurde.
Die Geschichte spielt in einer Zeit, in der die männliche Bevölkerung nach einem weltweiten Pandemieausbruch an erektiler Dysfunktion erkranken und keine Kinder mehr zeugen können. Im Mittelpunkt der Handlung steht der Oberschüler Itsuki Sonomiya, der als einer von wenigen Männern nicht von den Folgen der Pandemie betroffen ist.

## Handlung
Im Zuge einer weltweiten Pandemie ist die männliche Weltbevölkerung an einer erektilen Dysfunktion erkrankt und können keine Kinder mehr zeugen. Itsuki Sonomiya ist einer von wenigen Männern, die nicht von der Pandemie betroffen sind. Weil dies fast ans Tageslicht gekommen ist, beschließt er, die Oberschule zu wechseln.
Am ersten Schultag an der neuen Schule stellt sich jedoch heraus, dass ein Großteil der Schülerschaft des weiblichen Geschlechts ist, sodass sein Geheimnis erneut in Gefahr ist, enttarnt zu werden. Auf dem Weg zum Klassenraum stößt er versehentlich mit seiner Mitschülerin Aki Kokonoe zusammen, die dabei einen Schlüsselanhänger verliert. Beim Versuch ihr den Anhänger zurückzugeben, rutscht er aus und reißt einer anderen Mitschülerin den Rock herunter. Akari Himeno, eine Senpai Sonomiyas, die die gleiche Schule besucht, hat Verdacht geschöpft und zerrt ihn in einen leerstehenden Klassenraum. Dort bestätigt sich ihr Verdacht und beide haben gemeinsam Geschlechtsverkehr. Sie verspricht ihm, sein Geheimnis zu bewahren. Allerdings fordert sie, dass sie diejenige ist, die ihn sexuell befriedigen darf.
Doch mehrere unglückliche Vorfälle sorgen dafür, dass weitere Personen sein Geheimnis lüften. Darunter sind seine Klassenlehrerin Kaede Shiina sowie seine Mitschülerinnen Aki Kokonoe und Yue Kurumizawa.

## Medien

### Manga
Toyo startete den Manga als Yonkoma und dieser wird seit April 2022 auf der Online-Plattform Comic Goichi des Unternehmens WWWave Corporation veröffentlicht. Bis November 2023 wurden 19 Kapitel auf der Plattform veröffentlicht. Der japanische Verleger sicherte sich die Rechte an einer physischen Veröffentlichung des Manga in Japan. Bisher (Stand: 9. Februar 2025) erschienen vier Bände in physischer Form.
| Band | Japanisch        | Japanisch              |
| Band | Veröffentlichung | ISBN                   |
| ---- | ---------------- | ---------------------- |
| 01   | 18. Jan. 2024    | ISBN 978-4-434-33098-8 |
| 02   | 18. Jan. 2024    | ISBN 978-4-434-33099-5 |
| 03   | 18. Juli 2024    | ISBN 978-4-434-33803-8 |
| 04   | 18. Dez. 2024    | ISBN 978-4-434-34554-8 |

### Anime
Im November des Jahres 2023 gab der japanische Verleger Suiseisha bekannt, dass Toyos Manga als Web-Animeserie realisiert werde. Es ist nach Asoko Ariya no Shigoto die zweite Serie des Mangaka, die eine derartige Umsetzung erhält.
Die Kurz-Animeserie entstand unter der Regie von Pyuta Konno im Animationsstudio Hōkiboshi. Als Charakterdesigner fungierte Yoshihiro Watanabe, der bereits an den Animeprojekte zu The Testament of Sister New Devil, Overflow und Haganai mitwirkte. Das Drehbuch stammt aus der Feder von Shintarō Murai, während die Soundproduktion von Studio Mausu übernommen wurde.
Das Titellied der Serie, Gingin Perfection, wurde vom früheren AV Idol Kaho Shibuya eingesungen, die in der Serie zudem den Charakter Yue Kurumizawa spricht.
Die erste Folge wurde am 8. Dezember 2023 vorab auf AnimeFesta gezeigt; offiziell lief die Serie zwischen dem 7. Januar 2024 und dem 10. März gleichen Jahres. Ausgestrahlt wurde die Serie zudem auf Tokyo MX, BS11 sowie den Videoplattformen YouTube und Nico Nico Douga. Eine offizielle Version mit englischen Untertiteln wurde ab dem 26. Dezember 2023 unter dem Titel Adam’s Sweet Agony auf der Comicplattform Coolmic veröffentlicht.

## Synchronisation
| Rolle           | Japanische Stimme (Seiyū) |
| --------------- | ------------------------- |
| Itsuki Sonomiya | Harumichi Shidō           |
| Akari Himeno    | Musubi Aono               |
| Kaede Shiina    | Rina Misaki               |
| Aki Kokonoe     | Mari Kirimura             |
| Yue Kurumizawa  | Kaho Shibuya              |